# Samgaksan-dong
Samgaksan-dong (koreanska: 삼각산동)  är en stadsdel i huvudstaden Seoul i Sydkorea.  Den ligger i stadsdistriktet Gangbuk-gu. 